# Україна на Паралімпійських іграх
Україна брала участь у 7 літніх і 7 зимових Паралімпійських іграх. Вперше країна виступала на іграх 1996 року і відтоді не пропустила жодної Паралімпіади. За свою історію завоювала загалом 613 медалі (472 на літніх і 141 на зимових).

## Медалі Паралімпійських іграх незалежної України

### Медалі на літніх Паралімпійських іграх

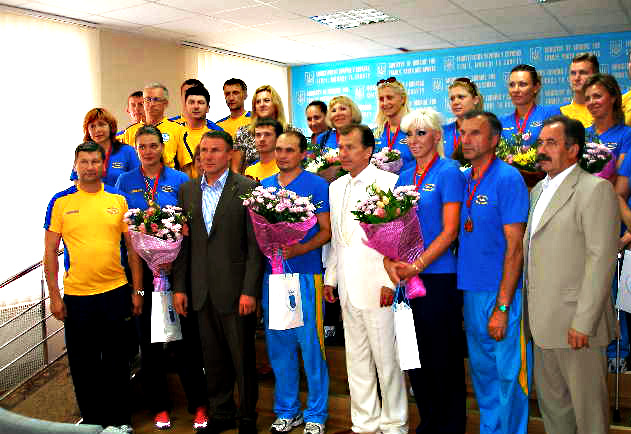
Жіноча збірна України з волейболу сидячи (2010)

Медалі на літніх Паралімпійських іграх
| Ігри                | Золото | Срібло | Бронза | Загалом | Місце |
| 1996 Атланта        | 1      | 4      | 2      | 7       | 44    |
| 2000 Сідней         | 3      | 20     | 14     | 37      | 35    |
| 2004 Афіни          | 24     | 12     | 19     | 55      | 6     |
| 2008 Пекін          | 24     | 18     | 32     | 74      | 4     |
| 2012 Лондон         | 32     | 24     | 28     | 84      | 4     |
| 2016 Ріо-де-Жанейро | 41     | 37     | 39     | 117     | 3     |
| 2020 Токіо          | 24     | 47     | 27     | 98      | 6     |
| 2024 Париж          | 22     | 28     | 32     | 82      | 7     |
| Загалом             | 171    | 190    | 192    | 554     |       |

### Медалі на зимових Паралімпійських іграх
| Ігри                | Золото | Срібло | Бронза | Загалом | Місце |
| 1998 Нагано         | 3      | 2      | 4      | 9       | 14    |
| 2002 Солт-Лейк-Сіті | 0      | 6      | 6      | 12      | 18    |
| 2006 Турин          | 7      | 9      | 9      | 25      | 3     |
| 2010 Ванкувер       | 5      | 8      | 6      | 19      | 5     |
| 2014 Сочі           | 5      | 9      | 11     | 25      | 4     |
| 2018 Пхьончхан      | 7      | 7      | 8      | 22      | 5     |
| 2022 Пекін          | 11     | 10     | 8      | 29      | 2     |
| Всього              | 38     | 51     | 52     | 141     |       |

## Медалі Паралімпійських іграх СРСР і Об'єднаної команди Радянського Союзу

### Медалі літніх Паралімпійських ігор СРСР і Об'єднаної команди
| Ігри  | Золото | Срібло | Бронза | Всього | Місце |
| 1988  | 21     | 19     | 15     | 55     | 12    |
| 1992  | 17     | 14     | 15     | 46     | 8     |
| Разом | 38     | 33     | 30     | 101    |       |

### Медалі зимових Паралімпійських ігор СРСР і Об'єднаної команди
| Ігри  | Золото | Срібло | Бронза | Всього | Місце |
| 1988  | 0      | 0      | 2      | 2      | 15    |
| 1992  | 10     | 8      | 3      | 21     | 3     |
| Разом | 10     | 8      | 5      | 23     |       |